# The Children's Channel
The Children's Channel, senare TCC, brittisk TV-kanal som sände under perioden 1 september 1984-3 april 1998. Kanalen sände på engelska och vände sig till tittare i Storbritannien, och de skandinaviska länderna där den blev den första renodlade TV-kanalen riktad enbart till barn. I de skandinaviska länderna ersattes reklaminslagen med skyltar från text-tv som blockerade bilden även om ljudet från reklamfilmerna fortfarande låg kvar. 

## Historia
Kanalen startade som enbart kabelkanal, från december 1986 även tillgänglig för kabeltittare i Nordeuropa, men flyttade 1989 över till Astrasatelliten. Som namnet The Children's Channel antyder började den som barnkanal. I mitten av 1990-talet bytte kanalen namn till TCC och började fokusera mer på tonåringar men man fortsatte även att visa tecknad film. Fokuseringen på tonåringar ökade sedan. 
Kanalen regionaliserades under slutet av 1990-talet i en brittisk och en nordisk version. Den senare blev en lågbudget-variant där antalet repriser ökade och nyinköpta program helt uteblev under de sista åren i luften. Flera SVT-produktioner visades under 1997 och 1998 som julkalendern Tomtemaskinen, Karlsson på taket och Lotta på Bråkmakargatan. Den brittiska versionen lades ned först och ersattes av den nya kanalen Trouble 1997 som verkade på den brittiska satellit-tv-marknaden fram till 2009.

## Konkurrenter
TCC:s stora konkurrent var Sky Channel som under 1980-talet även sände via svenska kabelnät. Det dagliga barnblocket DJ Kat Show sändes där under flera timmar på morgonen och blev där en konkurrent till TCC. När Sky Channel 1989 gjordes om till Sky One för att enbart sända till Storbritannien fortsatte barnprogrammen under namnet Sky Europe i Eurosport. Även Super Channel sände barnprogram under 1980- och 1990-talen, men blev aldrig lika populära som TCC och Sky Channel.

### Fotnoter
1. ↑  Hayden Walker. ”The Children's Channel” (på engelska). TV Ark. Arkiverad från originalet den 19 september 2016. https://web.archive.org/web/20160919110443/http://www2.tv-ark.org.uk/otherchannels/childrenschannel.html. Läst 19 februari 2017.